# Джавено
Джавено (італ. Giaveno, п'єм. Giaven) — муніципалітет в Італії, у регіоні П'ємонт,  метрополійне місто Турин.
Джавено розташоване на відстані близько 550 км на північний захід від Рима, 28 км на захід від Турина.

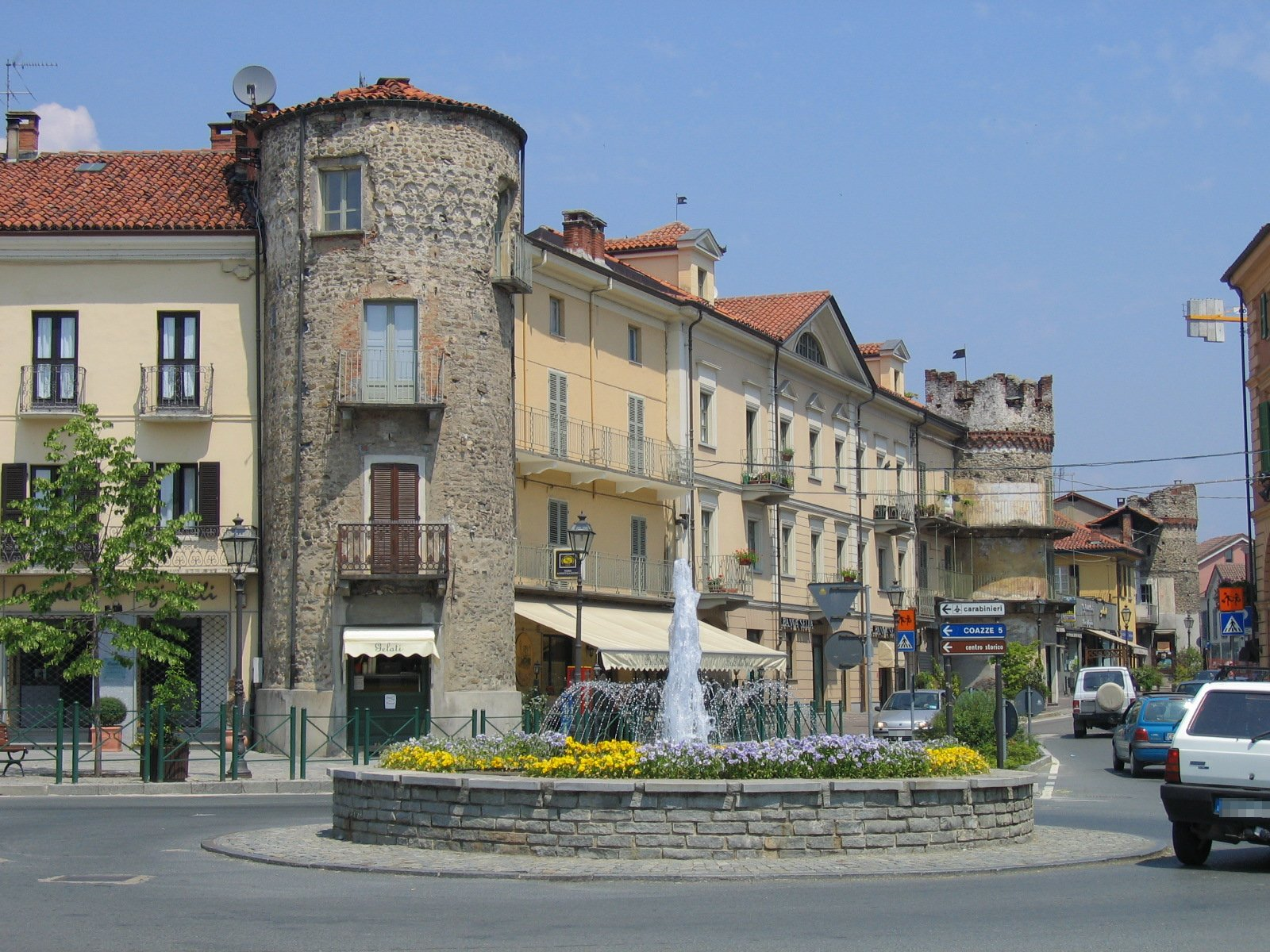

Населення — 16 523 особи (2014).

## Демографія
Населення за роками:

Станом на 1 січня 2023 року в муніципалітеті офіційно проживали 1194 іноземці з 65 країн, серед них 652 громадяни країн Євросоюзу та 16 громадян України.

## Сусідні муніципалітети
- Авільяна
- Коацце
- Кум'яна
- Пероза-Арджентіна
- Пінаска
- Трана
- Вальджойє